# Serra de Sant Marc (Campdevànol)
La Serra de Sant Marc és una serra situada entre els municipis de Campdevànol, Gombrèn i de les Llosses a la comarca del Ripollès, amb una elevació màxima de 1.352 metres.

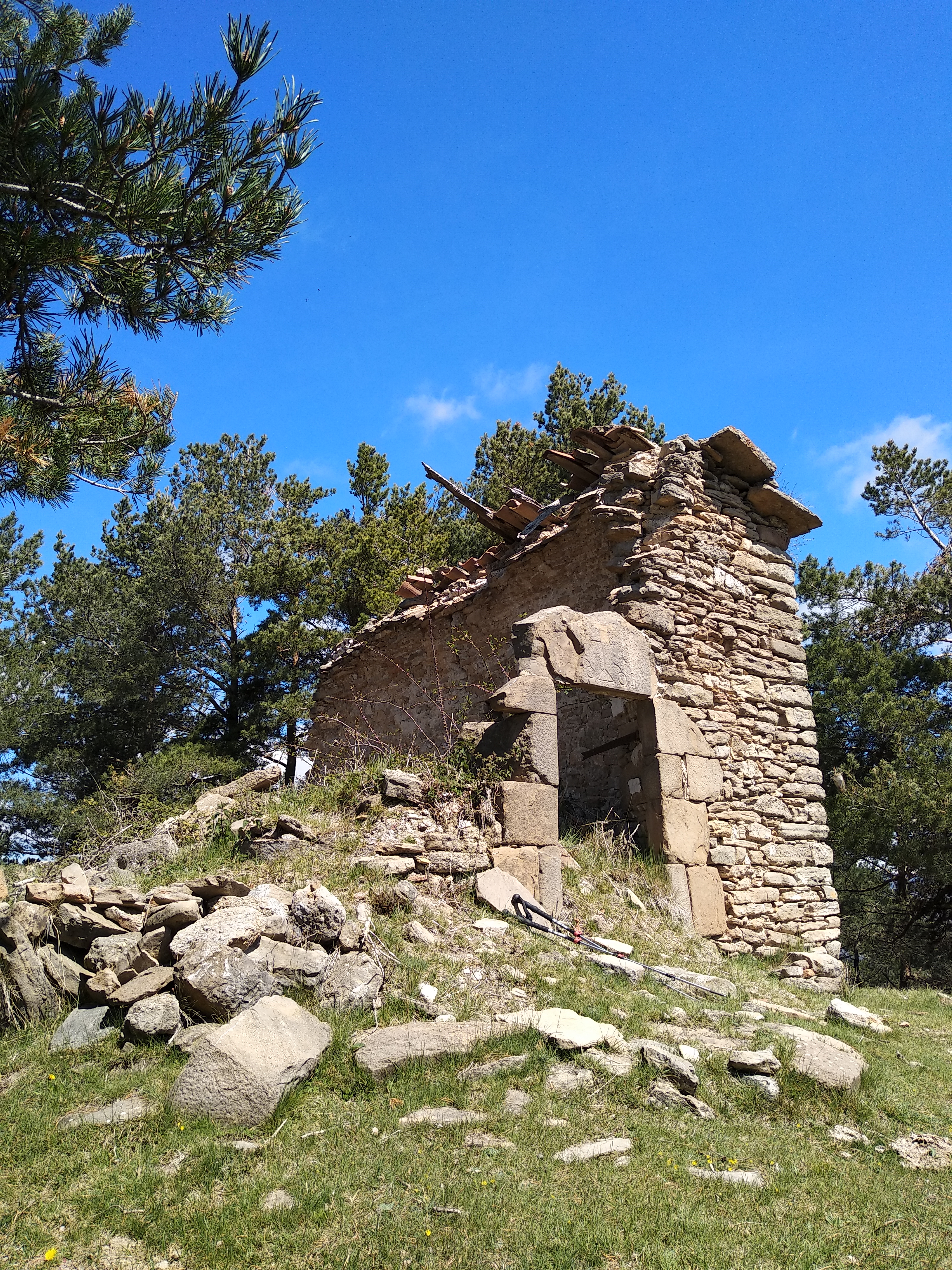
Sant Marc d'Estiula

Al cim hi ha les restes del santuari de Sant Marc d'Estiula, conegut des del 1672.